# Bomolocha uruguayalis
Bomolocha uruguayalis là một loài bướm đêm trong họ Noctuidae.